# Виноделие в Азербайджане

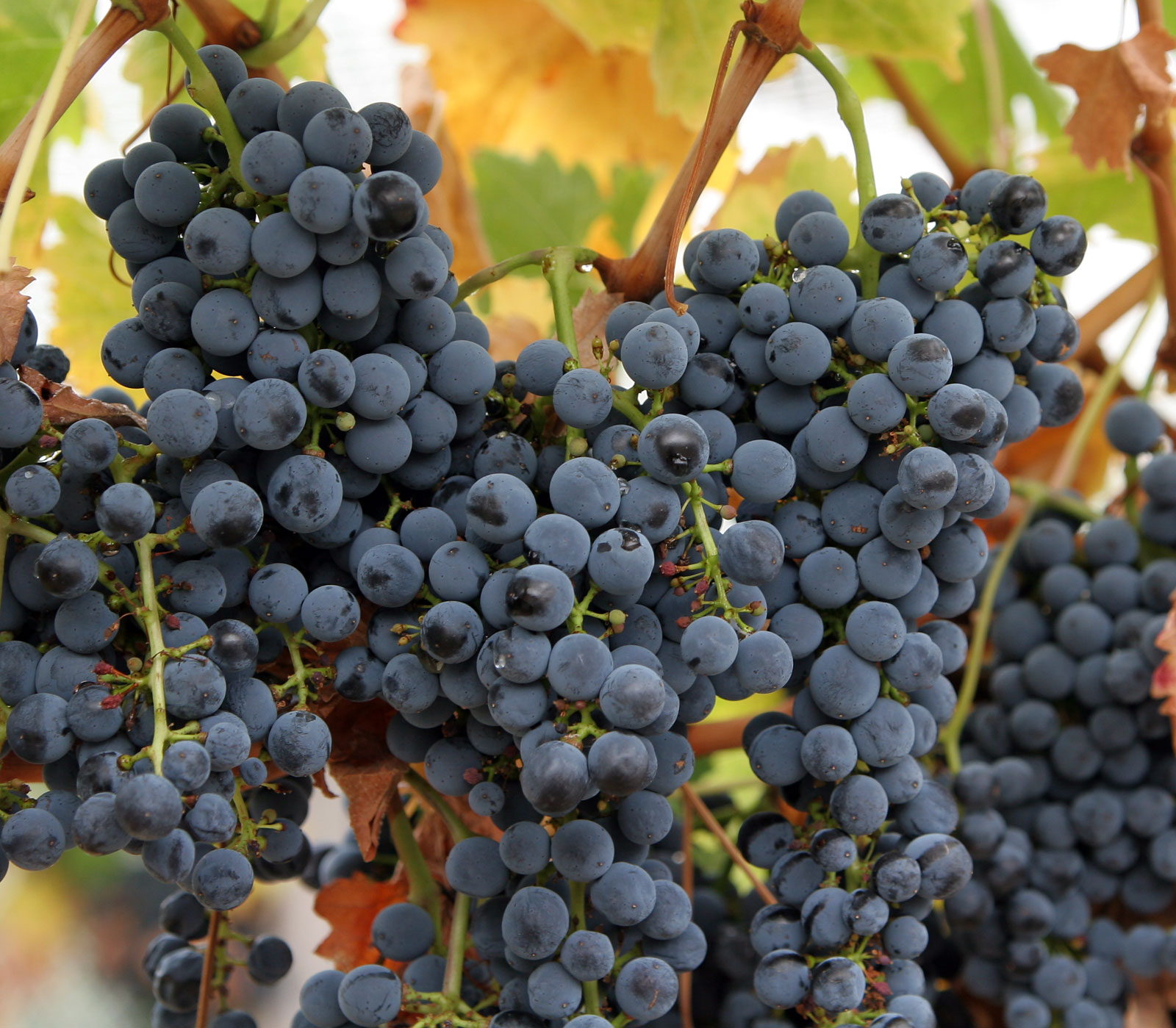
Красный виноград

Виноделие в Азербайджане (азерб. Azərbaycanda şərabçılıq) — производство вина и выращивание винограда на территории Азербайджана.

## История виноделия на территории Азербайджана
При археологических раскопках, проводившихся в Акстафинском районе, в окрестностях Шомутепе (исторического памятника V—IV тысячелетия до н. э.) в 1962 году, были обнаружены семена винограда. Археолог Лоренцо Константин, исследовавший дикую флору Прикаспийских регионов, в том числе и Азербайджана подтвердил этот факт. Археологические находки в Узерликтепе, Кюльтапе, Казахе свидетельствуют о древней культуре винограда и виноделия (конец III — начало II тысячелетия до н. э.). Впоследствии в мусульманском Азербайджане, как и в Средней Азии, потребление вина преследовалось и это привело к распространению столовых, кишмишных и изюмных сортов винограда и упадку виноделия.
Местные сорта винограда создавались в результате селекции в каждой крупной населенной местности в отдельности.
Большинство местных сортов винограда в Азербайджане произошло от дикого винограда, путём окультуривания. В результате естественного и искусственного отбора был создан богатый фонд местных сортов различного хозяйственного значения.

## Советский период
В 1980-х годах по количеству зарабатываемой валюты госкомитет Азербайджана по виноградарству занимал первое место в СССР, опередив нефтяную промышленность. В 1985 году в результате антиалкогольной кампании Азербайджан вынудили вырубить не только плантации с техническими сортами, но и с уникальными столовыми сортами винограда. После 1985 года было раскорчёвано виноградников на площади более чем 130 тысяч га.

## Современный период
К 2008 году под виноградники было выделено 7 тысяч гектаров. Ставка сделана на производство качественных сортов винограда и как следствие марочных сортов вин, а не на дешёвые сорта, как во времена Союза.
30 августа 2019 года в селе Мейсари Шамахинского района стартовал первый Азербайджанский фестиваль винограда и вина, который был организован при поддержке Фонда Гейдара Алиева. Фестиваль длился 2 дня, на протяжении которого проводились дегустации местных сортов вин.

## Культивируемые сорта винограда
Всего известно 450 местных сортов винограда. Многие из них получили распространение в странах СНГ и Балтии.
- Mədrəsə красный (автохтонный сорт)
- Bayanşirə (баяншира) белый (автохтонный сорт)
- Şirvanşahı (автохтонный сорт)
- Təbrizi белый (автохтонный сорт)
- Arazbarı
- Beyləqani
- Şabranı
- Dərbəndi
- Ordubadi
- Tatlı
- Mərəndi
- Şahtaxtı
- Ag şanı
- Kara şanı
- кишмиш

и другие.

## Список вин

### Белые
- Акстафа
- Садылы
- Шемаха
- Кара-Чанах
- Агдам

### Красные
- Алабашлы
- Матраса
- Мартуни
- Кюрдамир
- Мадраса
- Акстафа
- Шахдаг
- Шемаха
- Габала
- Лейла
- Дервиш
- Чинар
- Огни Баку
- Султан

## Производители
- Göygöl Şərab Zavodu ASC 1860 г, / 2005 г. (TM Xan, Karabakh, Göygöl) (на 2020 г. виноделом является итальянец Antonio Leonardo Favero) (на 2020 г. ок. 517 га виноградников)
- Abşeron-Şərab ASC 1967 г. / 2003 г. (TM Абшерон шараб, İvanovka bağları 1954, Sabiel, Sultan, Abşeronun ritmləri) (на 2020 г. ок. 70 (?) га виноградников)
- ЗАО «Азнар» им. Т. Ахмедова 1969 г. / 2006 г. (TM Grante) (на 2020 г. виноделом является молдаванин)
- CASPİAN COAST WINERY&VINEYARDS 1970 г. / 2009 г. (TM Caspian coast, Shani, Four seasons)
- Бакы Шампан Шяраблары Заводу 1980 г.
- Gəncə Şərab-2 ASC 1984 г. / 1998 г. (TM Hillsade, Yeddi gözəl, Sevğilim) (на 2020 г. ок. 400 га виноградников)
- Tovuz-Baltia LTD of the Naig K° corp.[5] 1989 г. (на 2020 г. ок. 400 (?) га виноградников)
- Şərq Ulduzu 2002 г. (TM Şərq ulduzu, Mey (arağ)) (на 2020 г.ок. 110 (?) га виноградников)
- QABALA winery (Aqro-Azərinvest MMC) 2004 г. (TM Şah, Basarkechar, Qəbələ, Vedibasar, Starıy Dvorik)
- Xırdalan Şərab 2006 г.
- ASPI winery (ASPI AGRO MMC) 2007 г. (TM Savalan) (на 2020 г. виноделами являются итальянская супружеская пара Daniel D’Andrea и Eliza Vagnoni)
- Fireland vineyards (Marandi Wine Company) 2007 г. (TM YANARDAG, ILKIN, TERRA CASPEA, TERRA CAUCASEA, YALLI) (на 2020 г.ок. 140 га виноградников)
- Cəlilabad şərab-2 ASC 2007 г. (TM Şərq mırvarısı)
- Merit Brand MMC 2007 г. (на 2020 г. ок. 150 (?) га виноградников)
- Chabiant winery (Исмаиллы Шараб 2) 2009 (?) г. (TM Chabiant) (на 2020 г. виноделами являются итальянцы Andrea Uliva и Marco Catelani) (на 2020 г. ок. 250 га виноградников)
- AZ-Granata MMC 2011 г. (TM Azgranata, Bellus, Qaragöz, Ağsu, Kəhrəba, Rübai, Mil, Səyyah, Виноградная долина) (на 2020 г. ок. 500 га виноградников)
- Şirvan şərabları MMC 2014 г. (TM Meysəri) (на 2020 г. виноделом является француз-бургундец Жан Монтане (Jan Montagne(?))
- Babək Şərab-2 Yeddilər ASK MMC (Naxçıvan)
- Xacmaz-Serab ASC
- ОАО «Бакы-Шяраб-1»
- Винзавод «Приморский» 1970 г. преобразован в CASPİAN COAST WINERY&VINEYARDS 2009 г.
- Гянджинский винный завод 1984 г. преобразован в Gəncə Şərab-2 ASC 1998 г.
- Гёкгёльский винный завод 1860 г. преобразован в Göygöl Şərab Zavodu ASC 2005 г.
- Исмаилы Шераб

## Награды
- Награды азербайджанских вин: 27 Международный трофей за качество (Награда Нового Тысячелетия), 2000 г.(Мадрид);
- Международный Золотой звездой за качество, 2000 г. (Женева);
- Международной Платиновой звездой за качество, 2001 г. (Париж);
- Золотыми медалями за вина «Семь красавиц» и «Девичья башня» врученными на 4-й Международный профессиональной дегустации вин;
- Золотой медалью за вино «Ивановка», врученной на 5 Международной профессиональной дегустации, 2001 г. (Москва).
- Золотой медалью за вино «Севгилим» врученным на 6 Международной профессиональной дегустации вин 2002 г.(Москва).
- Золотой медалью за вино «Букет Азербайджана» Международной профессиональном конкурсе вин, 2003 г. (Москва).[1]
- 4+ из 5 золотых короны (награда, эквивалентная серебряной медали) — продукция компании ASPI Winery, Savalan Merlot десертное на Пятой международной выставке десертных вин в Болонье, Италия, 2012 год. Это азербайджанское вино получило отметку жюри, как лучшее иностранное вино, представленное на конкурсе.
- На Пятой международной ярмарке вина и крепкого алкоголя в Гонконге в 2012 году продукция компании ASPI Winery, Savalan Limited Release — 2010, Savalan Syrah — 2010, Savalan Merlot sweet — 2010 завоевали бронзовые медали.
- Золотую медаль за Savalan Merlot Dessert, Серебряную медаль за Savalan Syrah продукция компании ASPI Winery получила на Международной выставке продуктов питания и напитков, PRODEXPO в 2013 году (Москва).
- Бронзовые медали в номинации «The Best Blended Wine» (Savalan Limited Release 2010) и «The Best of Cabernet Sauvignon» (Savalan Cabernet Sauvignon 2011) продукция компании ASPI Winery получила на Международной выставке винных и спиртных напитков (IWSC), London Wine Fair Olympia (2014).
- Продукция компании ASPI Winery получила Золотую медаль в номинации «Лучший Продукт — 2015» Savalan Cabernet Sauvignon 2011, Savalan Limited Release 2012, Savalan Alicante Bouschet 2010, Savalan Traminer 2012. Серебряная медаль в номинации «Лучший Продукт — 2015» — Savalan Aleatico 2012. Международная выставка продуктов питания и напитков, PRODEXPO 2015 (Москва).
- Золотая медаль за вино Savalan Cabernet Sauvignon 2011, серебряная медаль за вино Savalan Viognier 2013 на 16-й Великой международной винной премии MUNDUS VINI,2015 (Дюсельдорф).
- Бронзовые медали — Savalan Limited Release Dry 2012 и Cabernet Sauvignon Ripassato 2011 получили на Decanter World Wine Awards 2015